# 1460
| 1460               |
| ------------------ |
| Dødsfald - Fødsler |
| • Begivenheder     |

| Gregoriansk kalender | 1460 MCDLX              |
| Ab urbe condita      | 2213                    |
| Armensk kalender     | 909 ԹՎ ՋԹ               |
| Kinesiske kalender   | 4156 – 4157 己卯 – 庚辰 |
| Etiopisk kalender    | 1452 – 1453             |
| Jødisk kalender      | 5220 – 5221             |
| Hindukalendere       |                         |
| - Vikram Samvat      | 1515 – 1516             |
| - Shaka Samvat       | 1382 – 1383             |
| - Kali Yuga          | 4561 – 4562             |
| Iransk kalender      | 838 – 839               |
| Islamisk kalender    | 864 – 865               |

Konge i Danmark: Christian 1. 1448-1481
Se også 1460 (tal)

## Begivenheder
- Christian 1. vælges til hertug af Slesvig og greve af Holsten, men må samtidig love de to områder altid skal høre sammen
- 5. marts - i Ribe indgår Christian 1. overenskomst med den holstenske adel om, at Slesvig og Holsten aldrig må adskilles
- 10. juli - i Rosekrigene slår Richard af York kong Henrik 6. i slaget ved Northampton
- 30. december - i Rosekrigene i England besejres og dræbes hertugen af York af Slægten Lancasters tropper i slaget ved Wakefield

## Dødsfald
- 20. september – Gilles Binchois, nederlandsk komponist.
- 13. november – Den portugisiske opdagelsesrejsende Henrik Søfareren dør, 66 år gammel